# Шанель Престон
Рейчел Енн Тейлор, відома як Шане́ль Пре́стон (англ. Chanel Preston; нар. 1 грудня 1985 року, Фербанкс, Аляска, США) — американська порноакторка, фетиш-модель, кіноакторка й кінорежисерка.

## Біографія
Гародилася на Алясці, де і провела дитинство. Має англійське, німецьке та іспанське походження. З ранніх років любила виступати перед публікою, брала участь у театральних постановках, грала на фортепіано. Також захоплювалася танцями, малюванням і грою на трубі. 
Спочатку була стриптизеркою на Гаваях. Пізніше почала подорожувати США. В мандрах зустріла порноактора, який запропонував їй зйомки. У січні 2010 року знялася в першій порносцені з Ніком Меннінгом для компанії Vivid Entertainment. За дебют була удостоєна багатьох премій, включаючи F.A.M.E, XRCO і AVN Awards. 
У лютому 2012 видання «Penthouse» оголосило, що Престон буде Penthouse Pet у березні 2012.. У вересні 2012 року Престон знялася в музичному кліпі Расса Ірвіна «Get Me Home». Крім того, в січні 2014 року вона з'явилася в журналі Cosmopolitan разом з Даною Деармонд, Асою Акірою і Джессі Ендрюс в статті під назвою «4 порнозірки про те, як вони залишаються придатними». 
У березні 2014 року Престон запустила вебсеріал на основі серії сексуального виховання під назвою Naked With Chanel. Журнал Cosmopolitan опублікував дебютну серію під назвою «як наше суспільство і виховання впливає на наші уявлення про секс». Щоб профінансувати серію, Престон використовувала сайт збору коштів IndieGogo. Її кампанія 2013 зібрала достатньо коштів, щоб зняти кілька епізодів. 
У 2015 році знялася в кліпі «Bust» репера Waka Flocka Flame. 
На 2016 рік знялася в 462 порнофільмах.

## Нагороди
- 2010 NightMoves Award — Best New Starlet Editor's Choice[5]
- 2010 CAVR Award — Starlet of the Year[6]
- 2010 XCritic Award — Best New Starlet[7]
- 2011 AVN Award номінація — Best New Starlet.[8]
- 2011 AVN Award номінація — Best Couples Sex Scene — Fashion Fucks.[8]
- 2011 AVN Award номінація — Best Group Sex Scene — Speed.[8]
- 2011 AVN Award номінація — Most Outrageous Sex Scene — This Aint Avatar XXX 3D.[8]
- 2011 XBIZ Award — New Starlet of the Year[9]